# Brinches
Pour l’article homonyme, voir Château de Brinches.
Brinches est une paroisse civile portugaise (en portugais : freguesia) de la municipalité de Serpa dans le district de Beja.

## Géographie
Le Guadiana marque la frontière occidentale de la paroisse de Brinches.

## Démographie
Lors du recensement de 2021, Brinches compte 930 habitants. C'est alors la paroisse la moins peuplée de la municipalité de Serpa.